# Anosia gilippina
Anosia gilippina är en fjärilsart som beskrevs av Hoffmann 1940. Anosia gilippina ingår i släktet Anosia och familjen praktfjärilar. Inga underarter finns listade i Catalogue of Life.